# Nev Schulman
Nev Schulman, född 25 september 1984 i New York,  är en amerikansk programledare som leder realityprogrammet Catfish: The TV Show. Han blev känd för dokumentärfilmen Catfish som handlar om när han själv blev lurad av en Catfish.